# Campderric
Campderric és una masia del municipi de Sant Feliu de Pallerols (Garrotxa) inclosa en l'Inventari del Patrimoni Arquitectònic de Catalunya.

## Descripció
És un edifici civil cobert amb teulada a dues vessants i orientada a sud.
Al davant hi ha un portal de pedra treballada i datada amb el següent anagrama: "1733 MEA FECIT FRANCISCA CAMPDRIC", també en una llinda que dona a la quadra hi ha la data de 1718.
A mà dreta hi ha una cabana i un corral, i a la banda esquerra una era ben conservada. S'accedeix a la casa mitjançant una pujada de pedra, sovintegen ceràmiques amb inscripcions en llengua francesa, un testimoni de l'estada de les tropes franceses durant la guerra contra França.
Es coneix una restauració realitzada per Francisca Campdric l'any 1733.